# R.J. Umberger
Richard Allen Umberger , Jr., detto R.J. (Pittsburgh, 3 maggio 1982), è un hockeista su ghiaccio statunitense, di ruolo ala sinistra e centro.